# Tsjerkebuorren (Oosterwierum)
Tsjerkebuorren of Kerkeburen is een buurtschap in de gemeente Súdwest-Fryslân, in de Nederlandse provincie Friesland. Tsjerkebuorren ligt ten zuidwesten van de stad Leeuwarden, tussen de dorpen Mantgum en Oosterwierum.
De buurtschap is de oude oorspronkelijke dorpskern van Oosterwierum en bestaat uit enkele boerderijen en een kerktoren op een kerkhof. De kerktoren is een restant van de hervormde kerk die gewijd was aan Sint-Nicolaas. De kerk gesloopt werd in 1905 gesloopt waarbij de toren bewaard is gebleven. De kerktoren is een Rijksmonument.

## Geschiedenis
De eerste vermelding van de plaats dateert uit 1319 wanneer het vermeld werd als Aesterwerum. In 1529 komt de naam Oosterwierum Hoochterp voor en in 1583 de naam Kerkeburen.
Vanaf de 19e eeuw groeit de huidige plaats Oosterwierum groter dan de oorspronkelijke kern bij de toren en wordt de naam Oosterwierum meer en meer gebruikt voor de huidige grotere plaats. De oorspronkelijke buurt werd dan Kerkburen genoemd.
In 1898 werd het It Tsjerkhôfsein genoemd en in de 20ste eeuw kortweg Tsjerkhofsein. In 1971 kreeg het de officiële Friestalige naam Tsjerkebuorren (Kerkeburen).

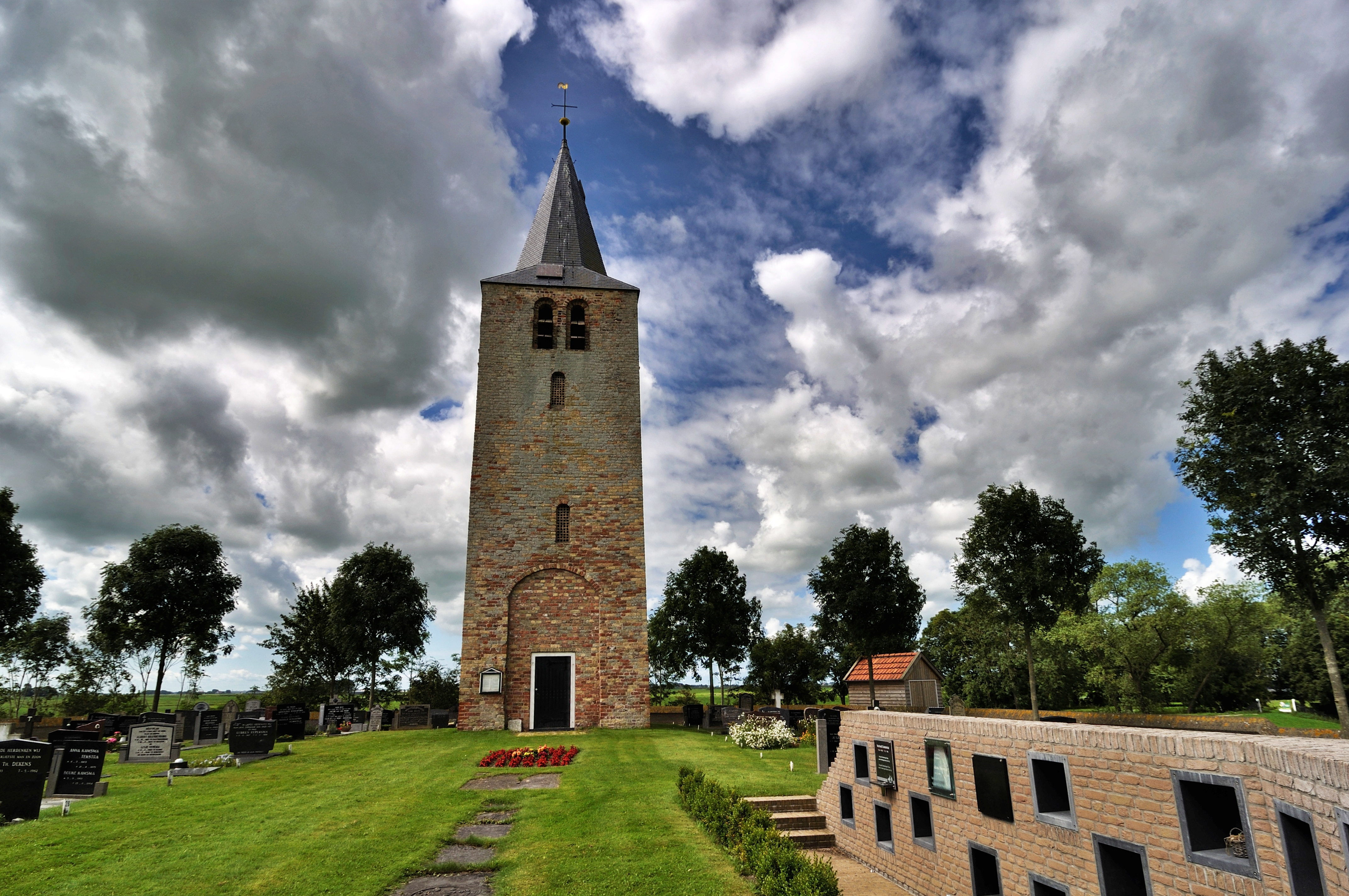
Kerktoren van Oosterwierum
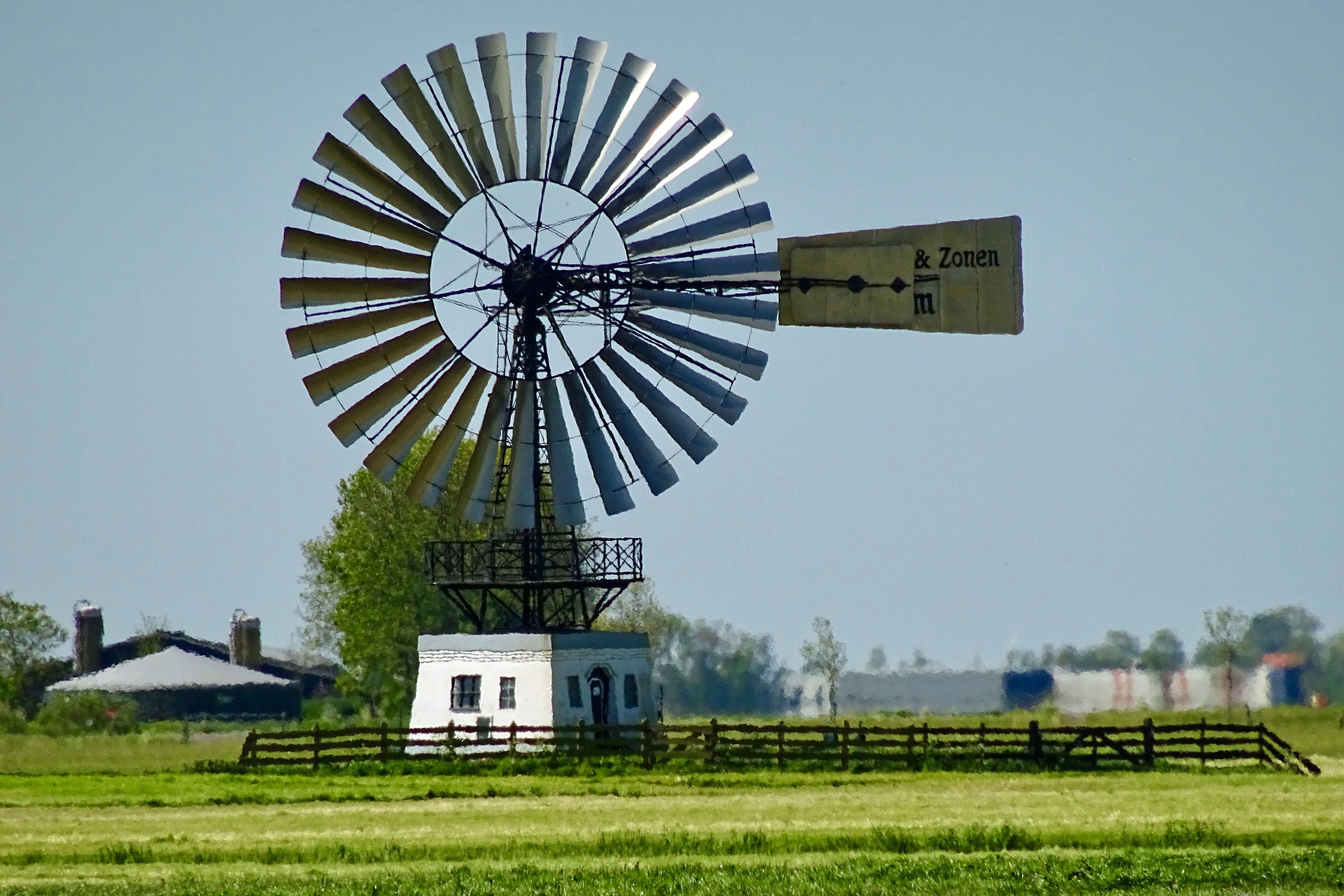
Mantgumermolen ten noordoosten van Tsjerkebuorren

Steden: Bolsward · Hindeloopen · IJlst · Sneek · Stavoren · Workum

Dorpen en gehuchten: Abbega · Allingawier · Arum · Blauwhuis · Bozum · Breezanddijk · Britswerd · Burgwerd · Cornwerd · Dedgum · Deersum · Edens · Exmorra · Ferwoude · Folsgare · Gaast · Gaastmeer · Gauw · Goënga · Greonterp · Hartwerd · Heeg · Hemelum · Hennaard · Hichtum · Hidaard · Hieslum · Hommerts · Idsegahuizum · IJsbrechtum · Indijk · It Heidenskip · Itens · Jutrijp · Kimswerd · Kornwerderzand · Koudum · Kubaard · Loënga · Lollum · Longerhouw · Lutkewierum · Makkum · Molkwerum · Nijhuizum · Nijland · Offingawier · Oosterend · Oosterwierum · Oosthem · Oppenhuizen · Oudega · Parrega · Piaam · Pingjum · Poppingawier · Rauwerd · Rien · Roodhuis · Sandfirden · Scharl · Scharnegoutum · Schettens · Schraard · Sijbrandaburen · Terzool · Tirns · Tjalhuizum · Tjerkwerd · Uitwellingerga · Waaxens · Warns · Westhem · Wieuwerd · Witmarsum · Wolsum · Wommels · Wons · Woudsend · Zurich

Buurtschappen: Abbegaasterketting · Anneburen · Arkum · Atzeburen · Baarderburen · Baburen · Bernsterburen · De Bieren · De Blokken · De Hel · De Grits · De Kat · De Klieuw · De Polle · De Wieren · Dijksterburen · Doniaburen · Draaisterhuizen · Driehuizen · Eemswoude · Engwerd · Engwier · Exmorrazijl · Feyteburen · Flansum · Galamadammen · Gooium · Grauwe Kat · Grote Wiske · Grotewierum · Harkezijl · Hayum · Hemert · Hidaarderzijl · Hoekens · Hornsterburen · Idzega · Idserdaburen · Indijk (Bozum) · Jet · Jonkershuizen · Jousterp · Jouswerd · Kampen · Kleine Gaastmeer · Kleine Wiske · Kleiterp · Kooihuizen · Koufurderrige  · Kromwal · Koudehuizum · Laaxum · Laad en Zaad · Lippenwoude · Lytshuizen · Makkum (Bozum) · Meilahuizen · Montsamaburen · Nijeburen · Nijeklooster · Nijezijl · Oosthem (Witmarsum) · Osingahuizen · Piekezijl · Remswerd · Rijtseterp · Scharneburen · Schrok · Sieswerd · Sjungadijk · Smallebrugge · Sotterum · Speers  · Strand · Swaanwerd · Swarte Beien · Tsjerkebuorren · Vierhuizen · Viersprong · Vijfhuis · Vissersburen  · Het Vliet· Westerlittens · Wolsumerketting · Wonneburen · Ypecolsga

 Voormalige buurtschappen: Aaksens · Angterp · De Band · Barsum · De Bird · Bittens · Bloemkamp · Bootland · Bovenburen · Doniawier · Goëngamieden · Hiddum · Houw · Knossens · De Nes · Ottenburen · Sandfirderrijp · Slijp · Spijk · De Weeren 

Friesland: Steden en dorpen      Nederland: Provincies · Gemeenten